# Auguste Voisin (médecin)
Pour les articles homonymes, voir Auguste Voisin.
Auguste Félix Voisin, né à Vanves le 25 mai 1829 à et mort le 22 juin 1898 à Paris, est un médecin aliéniste français.

## Biographie
Fils d'Auguste Jacques Voisin (huissier royal), frère de Félix Voisin (préfet de police de Paris) et cousin de Jules Voisin (médecin spécialiste des maladies mentales et nerveuses), Auguste Voisin est né dans la maison de santé fondée par son oncle Félix Voisin (phrénologiste) et par Jean-Pierre Falret.
Interne (1853), il passe sa thèse de doctorat en 1858 et épouse la fille de l'éditeur Baillière, Marie-Pauline. Devenu chef de clinique de Jean-Baptiste Bouillaud, il entre le 1er août 1865 à Bicêtre pour remplacer Louis Delasiauve. Le 15 mars 1867, il succède à Jean-Pierre Falret à la Salpêtrière, où il reste jusqu'à son décès.
Voisin étudie l'hypnose et la suggestion et préside en 1889 le 1er Congrès international d'hypnotisme. Il est également  membre puis vice-président de la Société d'hypnologie et de psychologie.

## Publications
On lui doit de nombreuses études dont :
- 1866 : Études sur le curare, comprenant des recherches et expériences sur les animaux, la dosologie, ... suivies de considérations pratiques et médico-légales
- 1866 : Recherches cliniques sur le bromure de potassium et sur son emploi dans le traitement de l'épilepsie
- 1870 : Contribution à la thérapeutique de l'épilepsie par les préparations de cuivre et de zinc
- 1874 : Du traitement curatif de la folie par le chlorhydrate de morphine
- 1876 : Leçons cliniques sur les maladies mentales professées à la Salpêtrière
- 1881 : De l'utilité de la camisole de force et des moyens de contention dans le traitement de la folie
- 1881 : De l'hypnotisme employé comme traitement de l'aliénation mentale et des névroses et comme agent mobilisateur
- 1882 : Aperçu sur les règles de l'éducation et de l'instruction des idiots et des arriérés
- 1884 : Étude sur l'hypnotisme et sur les suggestions chez les aliénés